# Estadi George Capwell
L'Estadi George Capwell és un estadi esportiu de la ciutat de Guayaquil, Equador. És propietat i seu del club Emelec.
El nom de l'estadi fa referència a George Lewis Capwell, nascut als Estats Units, qui viatjà a l'Equador per treballar a la Empresa Eléctrica del Ecuador. Allí fundà el club C.S. Emelec per als treballadors de la companyia, el 28 d'abril de 1929. La construcció de l'estadi començà el 24 de juny de 1943 i fou inaugurat el 21 d'octubre de 1945, amb un partit de beisbol entre Emelec i Oriente. El primer partit de futbol es disputà el 2 de desembre del mateix any amb el partit Emelec 5 - Manta-Bahia 4. Té una capacitat per a 40.020 espectadors. Fou una de les seus de la Copa Amèrica de futbol de 1993.

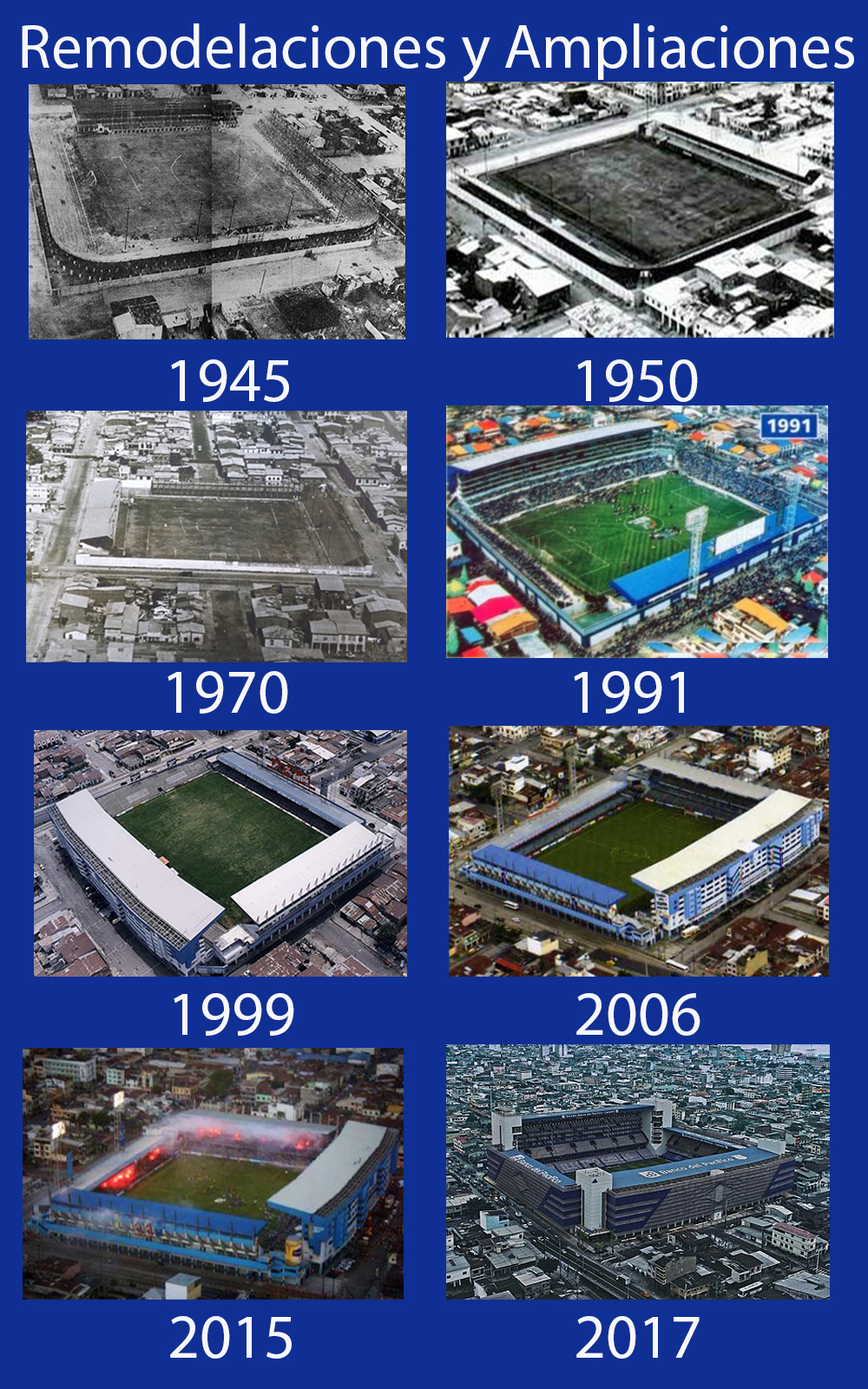
Ampliacions i remodelacions de l'estadi.